# (2008) Конституция
(2008) Конституция (лат. Konstitutsiya) — астероид внешней части главного пояса, который был открыт 27 сентября 1973 года советской женщиной-астрономом Людмилой Черных в Крымской астрофизической обсерватории и назван в честь Советской Конституции.

орбита астероида Конституция и его положение в Солнечной системе
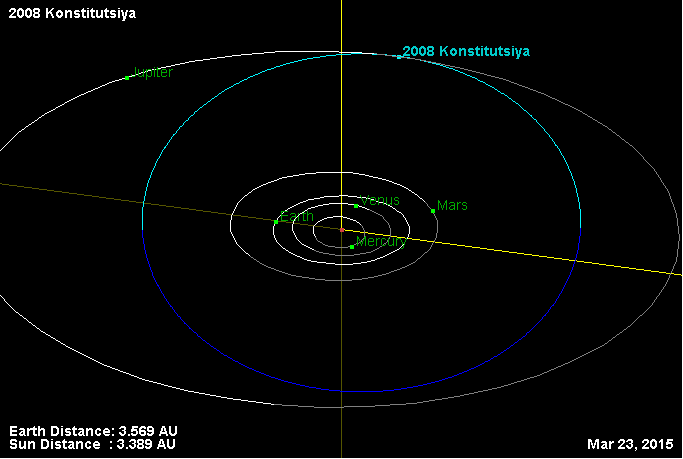
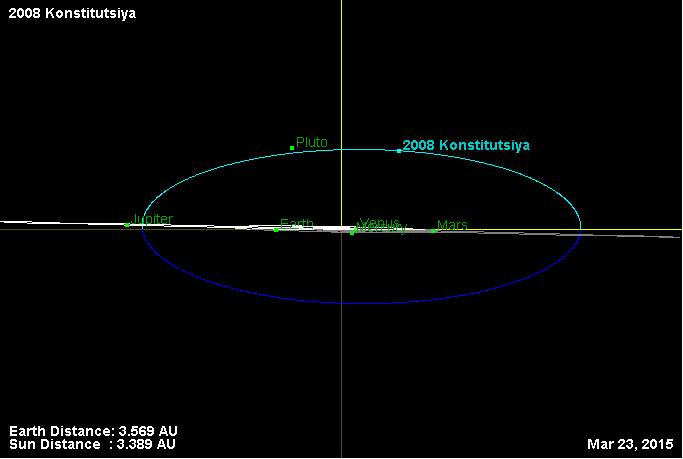